# Chaource (ost)
Chaource är en fransk ost från områden i Champagne och Bourgogne, närmare bestämt Aube och Yonne. Den görs på komjölk och har förhållandevis kort mogad. Den fick appellation 1977 och enligt denna måste koaguleringen pågå under minst 12 timmar genom i huvudsak mjölksyrajäsning och vassleavrinningen måste ske av sig självt. Affinageprocessen, mognadsprocessen, tar från två veckor till en månad. Innandömet, pâten, är mjuk och osten hettas inte upp eller pressas. Den har en mjuk vitmögelskorpa av möglet Pennicillium candidum. En liten Chaource är 9 centimeter i diameter och 6–7 centimeter hög och en stor är 11 centimeter i diameter och är 5–6 centimeter hög.